# IC 3073
IC 3073 ist eine irreguläre Galaxie vom Hubble-Typ Irr im Sternbild Coma Berenices am Nordsternhimmel. Unter der Katalognummer VCC 155 wird sie als Mitglied des Virgo-Galaxienhaufens gelistet.

Im selben Himmelsareal befinden sich u. a. die Galaxien NGC 4208, IC 3059, IC 3062, IC 3066.
Das Objekt wurde am 7. Mai 1904 von Royal Harwood Frost entdeckt.